# Blåsut (metrostation)
Blåsut is een station aan lijn T18 van de groene route van de Stockholmse metro op 3,6 kilometer ten zuiden van Slussen. In 1950 was het het middelste station van de elf aan het eerste volwaardige metrotraject van Stockholm. 
Deze eerste metrolijn verving de Enskedebanan en het station was de vervanger van de halte Enskedevägen die lag bij de kruising van de huidige Nynäsvägen en de Sofielundsvägen. Naast het station ligt aan de noordkant de hoofdwerkplaats van de Stockholmse metro. De naam dankt het station aan het boswachtershuis uit 1768 op het landgoed Hammarby, dat sinds 1791 Blåsut heette. Het hoofdgebouw lag in het midden van de huidige Blåsutvägen in de bocht tussen de huisnummers 15 en 18. De ingang van het station ligt aan de zuidkant van het perron en is bereikbaar via een voetgangerstunnel tussen de Blåsutvägen aan de westkant en de Hållövägen aan de oostkant. In 2008 heeft kunstenares Ann Edholm het station opgesierd met "snelheidsstrepen" in de vorm van zwarte en witte tegels en een abstracte compositie.
Alvik · 
Kristineberg · 
Thorildsplan  · 
Fridhemsplan · 
S:t Eriksplan · 
Odenplan  · 
Rådmansgatan  · 
Hötorget · 
T-Centralen ·  
Gamla Stan · 
Slussen · 
Medborgarplatsen ·  
Skanstull · 
Gullmarsplan ·  
Skärmarbrink ·  
Blåsut·  
Sandsborg·  
Skogskyrkogården ·  
Tallkrogen·
Gubbängen·  
Hökarängen·
Farsta·
Farsta strand